# Yevgeni Yatchenko
Yevgeni Ivanovich Yatchenko (tiếng Nga: Евгений Иванович Ятченко; sinh ngày 25 tháng 8 năm 1986 ở Moskva) là một cầu thủ bóng đá người Nga thi đấu cho F.K. Shinnik Yaroslavl.

## Đời sống cá nhân
Anh là anh em sinh đôi của Dmitri Yatchenko.